# Begin Japanology
Begin Japanology（ビギン・ジャパノロジー）とは、NHKワールドTVで2003年から2013年度まで放送された、日本を紹介する日本国外向けのテレビ番組である。日本国内ではNHKBS1でも放送された。

## 概要
番組開始から2007年9月までは『Weekend Japanology』（ウィークエンド・ジャパノロジー）という表題で放送されたが、2007年10月からは『Begin Japanology』にタイトルが変更された。ただし、番組のコンセプトは同じである。2008年3月まではスタジオでの収録だったが、2008年4月以降は屋外ロケーションでの収録が中心（スタジオでの収録の場合もある）となる。
番組は基本的に英語で進行される（インタビューでは日本語で問いかける場合もある）。字幕テロップは開始当初からごく一部を除いて英語表記である。2013年度の番組改編で『Weekend Japanology』時代から続いた英日2か国語放送が打ち切りとなり、2013年4月放送分からは英語音声のみのステレオ放送となる予定である。
2014年3月でいったん終了し、同4月からこれの続編として『Japanology Plus』が放送される。キャスターのピーター・バラカンも続投する。

## 番組内容
基本コンセプトは、番組名の通り「Japanology」、すなわち日本学である。日本文化の忘れられがちな側面に光を当て、多くの日本人が何でも情報に感化され、一方向に並ぶ傾向が多いというような日本人観を打破することである。真の日本の姿を世界へ発信し、等身大の日本文化への理解を促す。番組テーマとして、日本の伝統文化、旬の食材、食文化、日常生活の一側面、最新の流行・ファッションなどを取り上げる。
スタジオ収録時には毎回テーマに関する専門家をゲストコメンテーターとして番組に招いた。現在は文化・伝統などの紹介と並行する形で年数回、バラカンが日本文化・伝統に造詣を持つ在日外国人のもとをたずねる「ジャパノファイルス」というインタビューが行われる。
Music のコーナーで、日本の様々なジャンルの音楽を紹介する。Begin Japanology に番組名が変更になってからは Out & About のコーナーは無くなった（旅番組「Nippon Out & About」として独立し、現在は「journeys in Japan」として放送される）。

## 出演者
司会
- ピーター・バラカン Peter Barakan
副音声・日本版吹き替えは掛川裕彦が担当。

過去の出演者
- 光岡ディオン Dionne Mitsuoka（2007年4月 - 2008年3月）
- 菊地真美 Kikuchi Mami（ - 2007年3月）
- 以前の Weekend Japanology 時代には以下のレポーターによってコーナーが設けられた。
  - Judit Kawaguchi（ユディ川口）
  - Andrew Bukenya（アンドリュー・ブケニヤ）
  - Vincent Giry（ヴァンソン・ジリ）
  - ジェイソン・ハンコック

語り手
- 英語版：スチュウット・バーナム・アトキン
- 日本版：上田泰子

テーマソング演奏
- 吉田兄弟
浮世絵をイメージしたアニメーションをバックに演奏する。

## 放送日時
以下、JSTである。
日本国外向けの放送
- NHKワールドTV
  - 初回放送：毎週金曜日 9:30 - 10:00
  - 再放送
    - 金曜日 13:30 - 14:00、17:30 - 18:00、21:30 - 22:00
    - 土曜日 1:30 - 2:00、5:30 - 6:00

このほか、2009年2月から火曜、木曜、金曜、土曜の1:25 - 1:30、3:25 - 3:30、5:25 - 5:30、7:25 - 7:30には、『Begin Japanology mini』と題して本番組を5分間に凝縮した短縮版を放送する。
- NHKワールド・プレミアム：毎週日曜日 2:10 - 2:40（日本語主音声・英語副音声で放送。）

日本国内向けの放送
- BS1：毎週月曜深夜（火曜未明） 3:00 - 3:30
2009年度までは総合テレビ（関西地方のみ教育テレビ）で深夜の時間帯に放送されたが、2010年度にBS1の放送に移行した。なお、BS1は2004年度以前も週末の深夜枠で不定期に放送された[2]。
「2か国語」のテロップ表示は国内の放送ではNHKワールドのステーションID映像に載せて時刻とともに表示されるが、国際放送ではNHKワールドのステーションID映像が流れた後、本編に入ってから表示される[3]。
2008年10月放送分からハイビジョン制作となり、デジタル総合テレビでは16:9のハイビジョン画質で放送され、2か国語放送もステレオ2音声となる[4]。
2008年9月まではスタジオやカメラの都合上4:3サイズでの放送（額縁放送）となった[5]。
本番組を含め、NHKワールドTVの2か国語放送番組は全番組で英語が主音声、日本語が副音声である[6]。